# Omao
Omao és una concentració de població designada pel cens dels Estats Units a l'estat de Hawaii. Segons el cens del 2000 tenia 1.221 habitants.

## Demografia
Segons el cens del 2000, Omao tenia 1.221 habitants, 392 habitatges, i 297 famílies La densitat de població era de 393,4 habitants per km².
Dels 392 habitatges en un 38,3% hi vivien nens de menys de 18 anys, en un 59,7% hi vivien parelles casades, en un 10,7% dones solteres, i en un 24,2% no eren unitats familiars. En el 17,3% dels habitatges hi vivien persones soles el 7,1% de les quals corresponia a persones de 65 anys o més que vivien soles. El nombre mitjà de persones vivint en cada habitatge era de 2,97 i el nombre mitjà de persones que vivien en cada família era de 3,36.
Per edats la població es repartia de la següent manera: un 26,2% tenia menys de 18 anys, un 6,2% entre 18 i 24, un 29,1% entre 25 i 44, un 23,6% de 45 a 64 i un 14,9% 65 anys o més.
L'edat mediana era de 39,3 anys. Per cada 100 dones hi havia 104,87 homes. Per cada 100 dones de 18 o més anys hi havia 99,34 homes.
La renda mediana per habitatge era de 53.750 $ i la renda mediana per família de 61.042 $. Els homes tenien una renda mediana de 30.300 $ mentre que les dones 27.647 $. La renda per capita de la població era de 20.175 $. Aproximadament el 6,0% de les famílies i el 10,0% de la població estaven per davall del llindar de pobresa.

## Poblacions més properes
El següent diagrama mostra les poblacions més properes.